# Medicago laciniata
Medicago laciniata es una especie botánica leguminosa del género Medicago. Es originaria de la cuenca mediterránea.

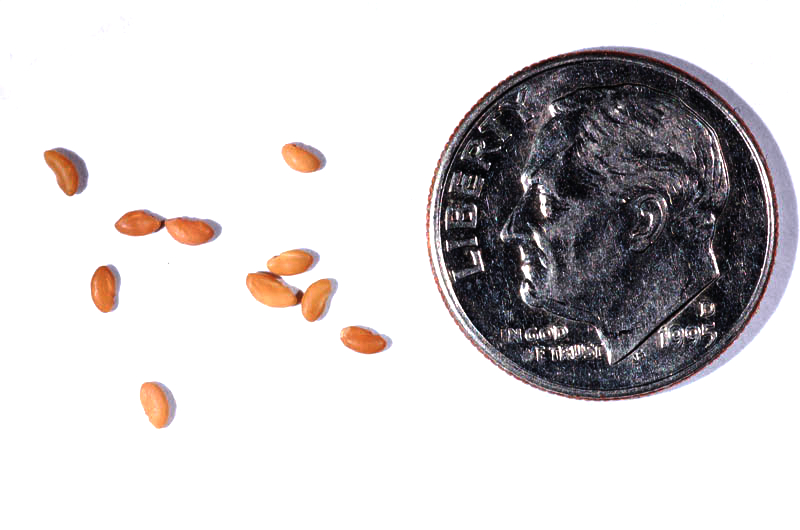
Semillas

## Descripción
Son plantas anuales, glabras o pubérulas. Los tallos alcanzan un tamaño de l0-40 cm de altura, ascendentes. Los folíolos de 2-1O x 2-5 mm, de obovados a obcuneiformes, profunda e irregularmente dentados o pinnatisectos; estípulas pectinado-laciniadas. Pedúnculos de 10-15 mm, aristados, con 2-3 flores.  Corola con alas ligeramente más cortas que la quilla, amarilla. El fruto es una legumbre de 4-6 mm de diámetro, subcilíndrica o elipsoidea. Semillas reniformes, lisas. Tiene un número de cromosomas de 2n = 16. Florece y fructifica en abril.

## Distribución y hábitat
Se encuentra en pastizales con vegetación esteparia, a veces ruderal o arvense; a una altitud de 20-400 m. Desde el Norte de África (Marruecos, Argelia y Túnez) hasta Pakistán, África oriental y Macaronesia; naturalizada en el Sur de Europa, Australia, Norteamérica y S de África. C y S de la península ibérica.

## Taxonomía
Medicago laciniata fue descrita por (L.) Mill. y publicado en The Gardeners Dictionary: . . . eighth edition Medicago no. 5. 1768.
Etimología
Medicago: nombre genérico que deriva del término latíno medica, a su vez del griego antiguo: μηδική (πόα) medes que significa "hierba".
laciniata: epíteto latíno que significa "con cortes profundos, lacinada"
Variedad aceptada
- Medicago laciniata var. brachycantha Boiss.

Sinonimia
- Medicago diffusa Poir.
- Medicago laciniata subsp. laciniata
- Medicago polymorpha var. laciniata L.	[5]</ref>[6]